# 莫斯卡扎诺
莫斯卡扎诺（義大利語：Moscazzano），是意大利克雷莫纳省的一个市镇。总面积7平方公里，人口833人，人口密度119.0人/平方公里（2009年）。国家统计（ISTAT）代码为019060。